# Lillooet (Columbia Británica)
Lillooet es un municipio distrital canadiense situado en la provincia de Columbia Británica.

## Superficie
Lillooet tiene una superficie de 27,63 km².

## Demografía
En 2021, tenía 2302 habitantes, una densidad poblacional de 83,3 hab./km², y 1214 viviendas.